# Wereldkampioenschap quadrathlon sprint 2019
Het Wereldkampioenschap quadrathlon sprint 2019 was een door de World Quadrathlon Federation (WQF) georganiseerd kampioenschap voor quadrathlon-atleten. De 14e editie van het wereldkampioenschap vond plaats in het Hongaarse Kaposvár.

## Uitslagen
| Heren  | Heren            | Heren   | Heren |
| Plaats | Atleet           | tijd    |       |
| ------ | ---------------- | ------- | ----- |
| 1      | Tomáš Svoboda    | 1:26:56 |       |
| 2      | William Peters   | 1:29:30 |       |
| 3      | Ferenc Csima     | 1:30:2  |       |
| 4      | Roušavý Leoš     | 1:32:15 |       |
| 5      | Krzysztof Wolski | 1:35:16 |       |

| Dames  | Dames              | Dames   | Dames |
| Plaats | Atleet             | tijd    |       |
| ------ | ------------------ | ------- | ----- |
| 1      | Lisa Teichert      | 1:44:53 |       |
| 2      | Magdaléna Koberová | 1:47:32 |       |
| 3      | Suzanne Walter     | 1:50:16 |       |
| 4      | Dana Ivanovova     | 1:50:36 |       |
| 5      | Fanni Bodolai      | 1:52:55 |       |

2002 ·
2003 ·
2004 ·
2005 ·
2006 ·
2012 ·
2013 ·
2014 ·
2015 ·
2016 ·
2017 ·
2018 ·
2019 ·
2020 ·